# Asklipiio (Rhodos)
Asklipiio (griechisch Ασκληπιείο (n. sg.)) ist ein Dorf im Südosten der griechischen Insel Rhodos. Das Dorf gehört zum Gemeindebezirk Notia Rodos (Südliches Rhodos). Von der Stadt Rhodos ist es etwa 65 km entfernt. 
Asklipiio liegt zwischen Gennadi und Lardos. Von der Südostküste bei Kiotari führt eine etwa vier Kilometer nach Nordwesten bergauf führende Straße ins Landesinnere.

## Geschichte
Der Name Asklipiio ist abgeleitet von Asklepios. Es soll der Geburtsort des Asklepios (Äskulap), Sohn des Apoll und Gott der Heilkunst sein. In der Antike war der Ort ein Zentrum der Heilkunst auf Rhodos.

## Verwaltungsgliederung und Bevölkerungsentwicklung
Unter der Bezeichnung Asclipió verzeichneten die statistischen Angaben während der Italienischen Zeit für den Ort 431 Einwohner im Jahr 1921, 627 Einwohner für 1931 und 605 Einwohner für das Jahr 1936.
Nach dem Anschluss des Dodekanes an Griechenland 1948 bildete Asklipiio die gleichnamige Landgemeinde Asklipiio (Κοινότητα Ασκληπιείου Kinótita Asklipiíou). Kiotari wurde 1991 als Siedlung anerkannt. Mit der Gebietsreform 1997 erfolgte der Zusammenschluss mit neun weiteren Landgemeinden zur Gemeinde Notia Rodos. Diese wiederum ging mit der Umsetzung der Verwaltungsreform 2010 als Gemeindebezirk in der Gemeinde Rhodos auf, wo Asklipiio seither den Status einer Ortsgemeinschaft hat.
Einwohnerentwicklung von Asklipiio
| Name      | griechischer Name   | Code       | 1947 | 1951 | 1961 | 1971 | 1981 | 1991 | 2001 | 2011 |
| --------- | ------------------- | ---------- | ---- | ---- | ---- | ---- | ---- | ---- | ---- | ---- |
| Asklipiio | Ασκληπιείο (n. sg.) | 6901090401 | 518  | 524  | 495  | 378  | 363  | 544  | 551  | 483  |
| Kiotari   | Κιοτάρι (n. sg.)    | 6901090402 |      |      |      |      |      | 106  | 122  | 163  |
| Gesamt    | Gesamt              | 69010904   | 518  | 524  | 495  | 378  | 363  | 650  | 673  | 646  |

## Sehenswürdigkeiten

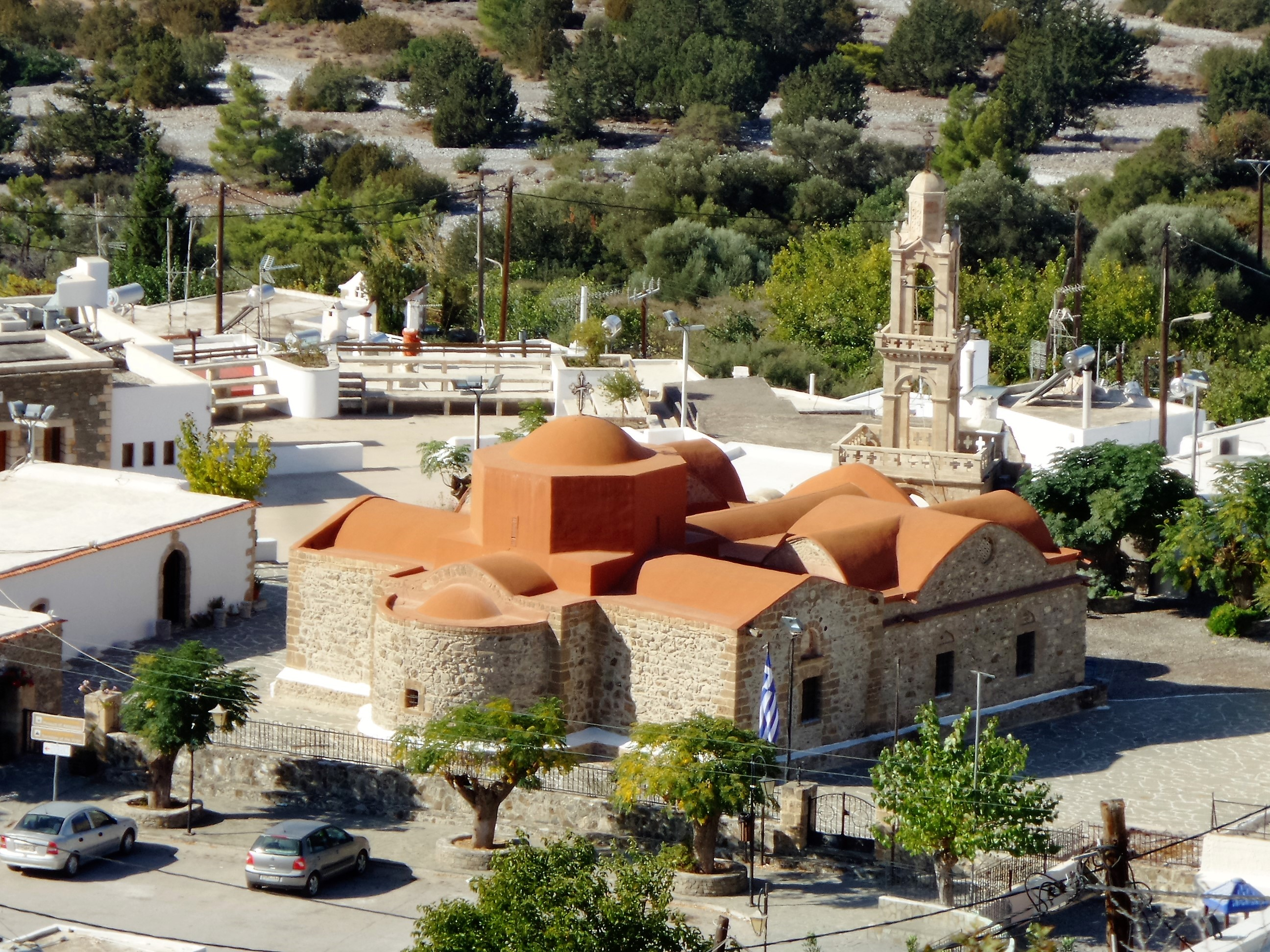
Kirche Kimisis tis Theotokou

Bekannt ist Asklipios für seine Burg bzw. -ruine, sowie für seine alte griechisch-orthodoxe Kirche Entschlafung der allheiligen Gottesgebärerin (Ιερός Ναός Κοιμήσεως της Θεοτόκου). 
Das Gotteshaus wurde im lateinischen Kreuzgrundriss aller Wahrscheinlichkeit nach im 13. oder 14. Jahrhundert erbaut und zu Ehren Marias Entschlafung geweiht. Die Kirche Kimisis tis Theotokou gehört zu den ältesten Kirchen der Insel. Über dem Westeingang ist eine Tafel mit der Jahreszahl 1060 zu sehen. Historiker gehen aber davon aus, dass die Kirche nicht aus diesem Jahr stammen kann. Im 17. Jahrhundert wurde die Kirche um zwei rechteckige Seitenschiffe, mit Kreuzrippengewölbe, erweitert. Die Wandmalereien (Fresken) stammen aus den Jahren 1646 und 1677.
Zur Kirche gehören auch zwei Museen, die in alten, traditionellen Häusern untergebracht sind. Gezeigt werden historische landwirtschaftliche Geräte, Trachten, Gewänder, Möbel, Ikonen, Bücher und andere Gegenstände des ländlichen Alltagslebens aus dem 17.–19. Jahrhundert.

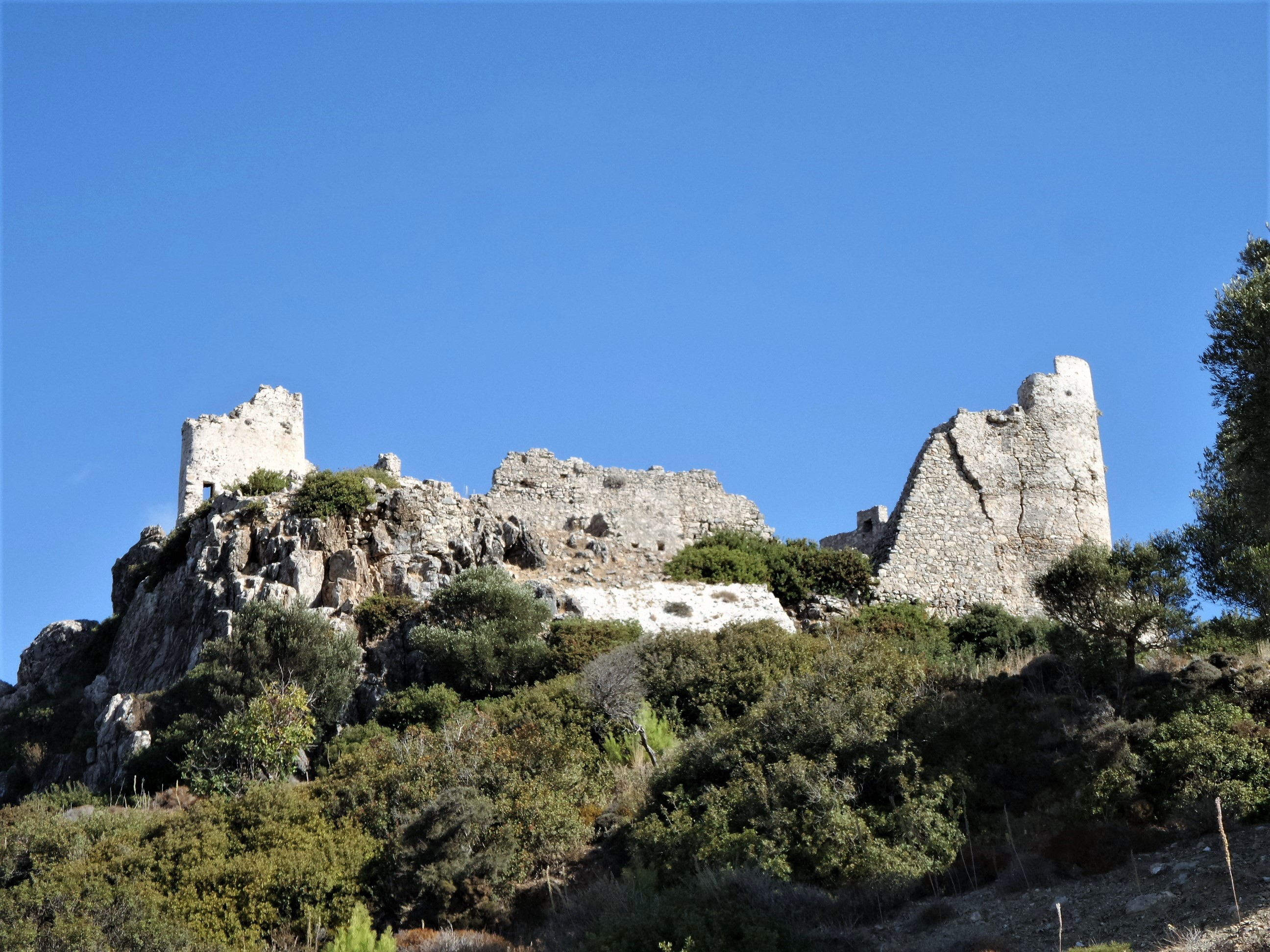
Burgruine

Das Kastro Asklipiio liegt gut sichtbar oberhalb des Ortes auf 229 über dem Meer (36°04′24,0″ N, 27°55′58,3″ E). Vom Dorfplatz aus führt ein ausgeschilderter Weg hinauf zur Burgruine der Johanniter aus dem 15. Jahrhundert.